# Paratrichogramma quilonensis
Paratrichogramma quilonensis är en stekelart som beskrevs av Yousuf och Shafee 1988. Paratrichogramma quilonensis ingår i släktet Paratrichogramma och familjen hårstrimsteklar. Inga underarter finns listade i Catalogue of Life.